# Wahlordnung
Eine Wahlordnung trifft Regelungen zur ordnungsgemäßen Durchführung einer Wahl. In Deutschland handelt es sich dabei um Rechtsverordnungen, die von den Wahlgesetzen offen gelassene Details regeln. In Österreich werden damit die Wahlgesetze selbst bezeichnet.

## Beispiele

### Politik
- Bundeswahlordnung des Bundesministerium des Innern, für Bau und Heimat für die Durchführung der Bundestagswahl  (§ 52 BWahlG)
- Wahlordnung des Bundesministerium des Innern, für Bau und Heimat zur Wahl des Europaparlamentes (§ 25 Abs. 2 EuWG)[1]
- Landeswahlordnungen der 16 Bundesländer zu den Landtagswahlen, von den Innenministerien erlassen aufgrund der Landeswahlgesetze

### Selbstverwaltungskörperschaften
- Kommunalwahlordnungen der 16 Bundesländer zu den Kommunalwahlen,[2] erlassen aufgrund der Kommunalwahlgesetze
- Wahlordnung (Betriebsratswahl)
- Wahlordnungen zu den Personalratswahlen (Bundes- und landesrechtliche Regelungen der 16 Bundesländer)
- Wahlordnungen der verschiedenen Kirchen zu kirchlichen Vertretungsgremien

## Österreich
- Bundesgesetz über die Wahl des österreichischen Nationalrates